# Brasil na Copa do Mundo FIFA de 1974
A edição de 1974 do torneio marcou, realizada na Alemanha Ocidental, a décima participação da Seleção Brasileira de Futebol em uma Copa do Mundo. Era o único país a participar de todas as edições do torneio da FIFA.
A Seleção de 1974, dirigida pela segunda vez consecutiva por Zagallo, terminou a competição em quarto lugar. Os capitães foram Piazza e Marinho Peres.
Com apenas seis gols marcados, foi a Seleção Brasileira que menos balançou as redes, considerando um mínimo de cinco jogos.

## Eliminatórias
O Brasil, como defensor do título de 1970, se classificou automaticamente.

## Remanescentes da equipe de 1970
Dentre os tricampeões do mundo em 1970, o craque Pelé recebeu apelos para voltar, mas já havia manifestado o desejo de se aposentar da Seleção. Gérson, Carlos Alberto Torres, Félix e Clodoaldo foram cortados por lesão; Félix e Carlos Alberto ainda no Brasil, Gérson pouco antes da convocação, e Clodoaldo já na preparação na Suíça. Everaldo vinha construindo uma carreira política em paralelo ao futebol (viria a falecer em acidente de carro em outubro daquele ano), Tostão havia se aposentado com um problema no olho, e Brito deixou de ser chamado em 1972. Clodoaldo, como já dito, foi cortado após sair sentido a coxa em amistoso contra o Basel. No entanto, o jogador treinou normalmente no dia seguinte.
A Confederação Brasileira de Desportos (CBD) fez um apelo pela presença de Pelé, mas o Rei não quis voltar a defender a seleção: "Eu deixei de jogar na Seleção Brasileira em 1971 porque eu sempre fui muito honesto naquilo que procurei fazer. Eu não tinha mais intenções, nem condições psicológicas de jogar na Seleção Brasileira. Pra chegar lá e não dar tudo que costumei dar, chegar lá apenas para estar em campo, acho melhor não jogar".
Piazza foi titular e capitão na primeira fase, mas após o começo ruim do Brasil, perdeu a posição para Paulo César Carpegiani, e a braçadeira para Marinho Peres. Dos titulares no tricampeonato, restaram Rivellino e Jairzinho na equipe titular em 1974. Além deles, somente outros cinco atletas integraram a delegação do tri: o goleiro Emerson Leão e o meia Paulo Cézar Caju, agora titulares; Zé Maria, que assumiu o lugar de Nelinho no time titular a partir da segunda fase; Edu, que atuou apenas na partida final da primeira fase, contra o Zaire; e Marco Antônio, que não chegou a atuar.
Ainda durante a preparação para a Copa do Mundo de 1974 a imprensa especulou que Osvaldo Brandão, técnico do Brasil nas Eliminatórias da Copa do Mundo de 1958, poderia substituir Zagallo, como havia ocorrido na Copa do Mundo de 1970 com João Saldanha. O dirigente João Havelange declarou: "Ninguém é vitalício na comissão técnica. Se achar, como em 70, que devo mudar, eu mudo". As críticas ocorriam pelos maus resultados e a queixa dos jogadores sobre o rígido regime de concentração, que poderia ter afastado alguns dos medalhões de 70 da Seleção. "Os rumores de que Osvaldo Brandão será aproveitado na comissão técnica crescem como uma bola de neve", escreveu Max Merier. Apesar da pressão, Zagallo conseguiu se manter no cargo até a Copa.

## Preparação
O Brasil conquistou a Copa Roca de 1971 em dois empates com a Argentina e a Taça Independência (1972) na final contra Portugal.
Entre os jogadores menos aproveitados estavam Dirceu Lopes, que era defendido por Didi e Zizinho, e Ademir da Guia que era lembrado pela imprensa paulista. Na Copa Roca de 1971, Zagallo afirmara que sua prioridade era encontrar o companheiro de Tostão, uma vez que Pelé comunicou que se aposentaria de seleção. Questionado pela imprensa se poderia ser Dirceu Lopes, já que os dois eram companheiros no Cruzeiro, Zagallo alegou que Dirceu era o "reserva de Gérson". Dirceu reclamou pessoalmente com Zagallo e ficou apenas na pré-lista da Copa. Dirceu era nome defendido por Didi: "O Dirceu Lopes é sensacional. Tenho a convicção de que na seleção brasileira pode cumprir a mesma função de Cruyff na Holanda e talvez até render mais, pois é um jogador bem mais completo”. Outro defensor da convocação de Dirceu foi Zizinho.
Depois de nove anos, o meia Ademir da Guia voltou a ser chamado para a Seleção. A Placar de janeiro de 1974 argumentava: "todo ano ele é o melhor ou um dos melhores do brasileiro, mas nunca é chamado". Gérson se mostrava contrário: "Gosto do Ademir e reconheço que é bom de bola. Mas não dá para ele". Ademir acabaria por atuar apenas na decisão do terceiro lugar, sendo substituído por Mirandinha no intervalo.
De acordo com a Placar em 1992, Emerson Leão afirmou ter peitado o técnico Zagallo exigindo ser titular.
Antes da Copa, Zagallo previu as Seleções mais fortes: "Alemanha, Itália, Polônia e Holanda, pela ordem"; destas, somente a Itália não terminou entre as finalistas, efetivamente não tendo superado a fase de grupos. Na lista final, o meia Gérson foi cortado por lesão: "O Gérson sofreu uma contusão de alguma gravidade e ficou parado bastante tempo. Agora, me parece, que está voltando aos treinos de forma lenta. Afinal está na faixa dos 34, 35 anos. É lamentável, mas temos que ser honestos com a realidade." Uma enquete entre os jornalistas acertou 21 dos 22 nomes. O ex-treinador de 1954, Zezé Moreira, reclamou da falta de pontas no time. Na Bahia reclamou-se da ausência de Mário Sérgio, do Vitória, alegando que a CBD não olhava para o estado.

## Campanha
O time que estreou na Copa, num empate em 0–0 contra a Iugoslávia, nunca tinha jogado junto antes. Para o jornalista Ênio Sérvio: "A falta de melhor desempenho do meio de campo e a ausência de alguém para propiciar boas jogadas para Jairzinho" explicaram o empate. Zagallo: "Jogamos dentro de um estilo europeu, justamente o que todos estão jogando". Para Gérson: "Rivelino e Paulo Cesar estavam em um dia muito mal". O treinador iugoslavo Miljan Miljanić disse que o Brasil "não gosta de ser marcado em cima e não sai muito bem dessa marcação" e o lado esquerdo com Paulo César Lima e Marinho Chagas era o mais perigoso do time.
Na segunda partida, outro 0–0, dessa vez contra a Escócia. Ao final da partida, Zagallo afirmou que "o time de 74 não se compara com o de 70 e se os melhores jogadores estão na defesa, então cabe a mim armar um sistema defensivo". Jairzinho reclamou: "Está tudo errado. Nosso meio-campo não avança para jogar com o ataque e ficamos lá na frente praticamente isolados, facilmente marcados por dois ou três. Assim não dá. Nunca recebo uma bola limpa e, se ganho do primeiro marcador, não tenho com quem tabelar e acabo desarmado".
Na última rodada, contra o Zaire, o Brasil venceu por 3–0, exatamente o resultado que a equipe precisava para superar a Escócia no saldo de gols. Precisando vencer, Zagallo escalou um time mais ofensivo, com o ponta Edu como titular. Foi o único jogo de Edu na Copa do Mundo. Leivinha, titular nos três jogos, sofreu uma grave lesão no tornozelo e ficou fora da Copa do Mundo. Para o Jornal do Brasil, a Seleção Brasileira superou o nervosismo para conseguir uma vitória tranquila e esperada. José Inácio Werneck, conformado, alegou que a "geração brasileira é típica de entressafra".
Na fase semifinal, o Brasil caiu no quadrangular com a Alemanha Oriental, Argentina e Holanda.
A equipe venceu a Alemanha Oriental por 1–0. Para o Jornal dos Sports, esta foi a melhor atuação do Brasil; embora não tenha sido brilhante, dominou o adversário com muita raça. Cláudio Coutinho, preparador físico, creditou ao "Interesse dos jogadores em assistir o tapes dos jogos" o progresso do time: "Eles próprios começaram a reconhecer os problemas existentes em campo e a entender que o futebol europeu evoluiu".
Contra a Argentina, nova vitória: 2–1. Segundo o Jornal do Brasil: "A teimosia de Luís Pereira em avançar simultaneamente com Marinho Chagas, deixando diversas vezes a defesa do Brasil vulnerável, foi o único susto do Brasil na partida (...) O próprio Zagallo foi até a pista de atletismo e chegou a gritar com o seu zagueiro de área". O Brasil teve mais volume de jogo, mas a falta de objetividade do ataque impediu um escore maior: "As jogadas vinham trabalhadas até a entrada da área, mas não tinham progressão".

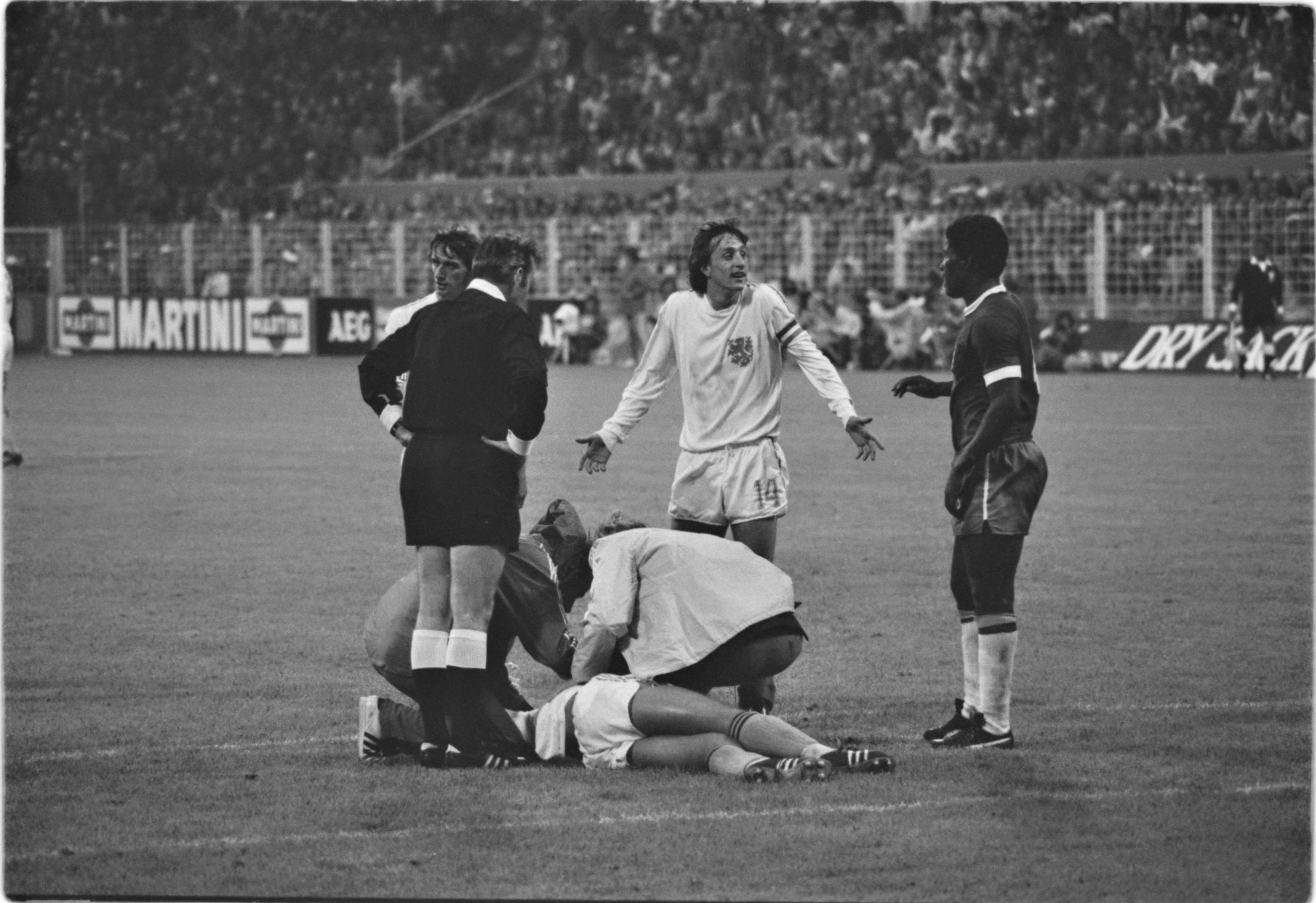
Brasil e Holanda em 1974. Na imagem, Johan Cruijff, em pé, conversa com Luís Pereira, enquanto Johan Neeskens está caído.

Diante da Holanda, no entanto, veio a derrota por 2–0 em um jogo violento e com um primeiro tempo equilibrado. O zagueiro Luís Pereira foi expulso no final da partida. Zagallo realizou apenas uma substituição na partida, assim como Telê em 1982, o próprio Zagallo em 1998 e Dunga em 2010, como técnicos eliminados sem queimar todas as substituições permitidas. Para Rivellino: "nós demos azar contra a Holanda. Nós tivemos duas oportunidades que se a bola entra, é dois a zero. Eles tinham aquela maneira de sair, então o que a gente fazia? Quando eles saíam, o Mirandinha e o Jair vinham junto, os laterais apoiavam e a gente metia a bola no vazio. Aí assustou eles." Após o jogo, Zagallo declarou: "Faço questão de elogiar o espírito dos jogadores brasileiros, embora alguns, tecnicamente, tenham me decepcionado". Segundo A Gazeta Esportiva, a decepção seria com Valdomiro e Paulo Cézar Caju.
Restou ao Brasil a disputa do terceiro lugar contra a Polônia. Zagallo realizou cinco alterações em relação à da estreia. Mesmo com as mudanças, perdeu por 1–0 e acabou em quarto na Copa do Mundo. O gol polonês foi marcado por Grzegorz Lato, em arrancada pelo lado esquerdo. Emerson Leão e Marinho Chagas se desentenderam no vestiário. Segundo Leão: “Lato fez o gol, nas costas do nosso lateral, que era indisciplinado taticamente para a época e avançou desordenadamente. Ele foi indisciplinado e mal educado nas respostas quando nós o chamamos para fazer uma fixação pela lateral-esquerda. Como era o último jogo, ele disse que era 'jogador-show' (...). Nós perdemos por causa disso também. E aí, dentro do vestiário, nós nos desentendemos”.
"Ninguém sabia quem ia jogar, saia um, entrava outro" criticou Jairzinho em entrevista em 2000. Depois do final da Copa, a revista France Football publicou uma foto colorida de página inteira da Seleção Brasileira. A legenda: "a decepção do ano no mundo do futebol".

## A Copa

### Primeira fase

#### Grupo 2
| Pos | Seleção    | Pts | J | V | E | D | GM | GS | DG  |
| --- | ---------- | --- | - | - | - | - | -- | -- | --- |
| 1   | Iugoslávia | 4   | 3 | 1 | 2 | 0 | 10 | 1  | +9  |
| 2   | Brasil     | 4   | 3 | 1 | 2 | 0 | 3  | 0  | +3  |
| 3   | Escócia    | 4   | 3 | 1 | 2 | 0 | 3  | 1  | +2  |
| 4   | Zaire      | 0   | 3 | 0 | 0 | 3 | 0  | 14 | –14 |

| 13 de junho de 1974 | Brasil | 0 – 0 | Iugoslávia | Frankfurt, Waldstadion                           |
| 17:00               |        |       |            | Público: 62 000 Árbitro: Rudolf Scheurer (Suíça) |

| 18 de junho de 1974 | Escócia | 0 – 0 | Brasil | Frankfurt, Waldstadion                                   |
| 19:30               |         |       |        | Público: 50 000 Árbitro: Arie van Gemert (Países Baixos) |

| 22 de junho de 1974 | Brasil                                       | 3 – 0 | Zaire | Gelsenkirchen, Parkstadion                        |
| 16:00               | Jairzinho 12' · Rivelino 66' · Valdomiro 79' |       |       | Público: 35 000 Árbitro: Nicolae Rainea (Romênia) |

### Segunda fase

#### Grupo A
| Pos | Seleção           | Pts | J | V | E | D | GM | GS | DG |
| --- | ----------------- | --- | - | - | - | - | -- | -- | -- |
| 1   | Países Baixos     | 6   | 3 | 3 | 0 | 0 | 8  | 0  | +8 |
| 2   | Brasil            | 4   | 3 | 2 | 0 | 1 | 3  | 3  | 0  |
| 3   | Alemanha Oriental | 1   | 3 | 0 | 1 | 2 | 1  | 4  | –3 |
| 4   | Argentina         | 1   | 3 | 0 | 1 | 2 | 2  | 7  | –5 |

| 26 de junho de 1974 | Brasil       | 1 – 0     | Alemanha Oriental | Niedersachsenstadion, Hanôver             |
| 19:30               | Rivelino 60' | Relatório |                   | Público: 59 863 Árbitro: WAL Clive Thomas |

| 30 de junho de 1974 | Argentina    | 1 – 2     | Brasil                       | Niedersachsenstadion, Hanôver             |
| 16:00               | Brindisi 35' | Relatório | Rivelino 32' · Jairzinho 49' | Público: 39 400 Árbitro: BEL Vital Loraux |

| 3 de julho | Países Baixos              | 2 – 0     | Brasil | Westfalenstadion, Dortmund                    |
| 19:30      | Neeskens 50' · Cruijff 65' | Relatório |        | Público: 53 700 Árbitro: FRG Kurt Tschenscher |

### Disputa pelo terceiro lugar
| 6 de julho | Brasil | 0 – 1     | Polónia  | Olympiastadion, Munique                       |
| 16:00      |        | Relatório | Lato 76' | Público: 77 100 Árbitro: ITA Aurelio Angonese |